# Rafael Collado García
Rafael Collado Garcia, més conegut com a Coco (Albacete, 1 de juliol de 1969) és un exfutbolista castellanomanxec, que jugava de defensa.

## Trajectòria
Va sorgir del planter de l'Albacete Balompié, el club on més va reeeixir. Amb l'equip manxec va arribar a la primera divisió la temporada 91/92 i va estar cinc anys amb el formatge mecànic, sent titular en totes elles.
Amb el descens de l'Albacete a Segona, a l'estiu del 96 fitxa pel CA Osasuna, on amb prou feines jugaria deu partits de la temporada 96/97. En aquest moment comença el declivi de la carrera de Coco. Sense disputar cap minut de la temporada 97/98 amb els osasunistes, la campanya següent marxa al Yeclano, i acaba la campanya al CD Calahorra. De nou al Yeclano, tot just apareix a l'equip murcià per recalar a les files del Linares.
La 01/02 la juga entre el Mejoreño i el Quintanar, i finalment, del 2002 al 2004 milita al CD Logroñés, on penja les botes amb 160 partits a primera divisió i tres gols al seu haver.